# トイレの使用を予約するシステム及び方法の特許
トイレの使用を予約するシステム及び方法（System and method for providing reservations for restroom use）の特許（米国特許第6,329,919号）は、IBMが米国において2000年8月14日に出願し、2001年12月11日に認められた特許。
請求項の数は64。成立後の2002年2月にIBMはこの特許の放棄を決め、特許維持料を納付しなかったため2002年10月に権利が消滅した。なお、日本、欧州などの米国以外の国・地域では、この発明は出願されていない。
発明の内容（第1項）は、利用者から予約の要求を受け付け、トイレが利用可能になった際に通知するというものである。この特許の概要及び手続きの経緯などは、以下のとおり（全文は外部リンク参照）。
- 名称：System and method for providing reservations for restroom use
- 出願日：2000年8月14日
- 出願番号：09/639,254
- 特許日：2001年12月11日
- 特許番号：6,329,919

この発明については、日本の特許庁や欧州特許庁では特許が認められる可能性が低いと考えられることから、アメリカにおける発明の定義が日欧と異なり、より広いことを示す一つの例とされる。同様の特許の例としては以下のものが有名である。
- ゴルフのパッティングの方法（Method of putting、米国特許第5,616,089号）
- ブランコを揺らす方法（Method of swinging on a swing、米国特許第6,368,227号）

ただし、米国でこの種の特許が成立するのは、米国特許商標庁の審査の質が低いためではなく、実施される可能性がきわめて低い発明や、権利行使が困難な発明については、審査の手間をかけずに特許を与えているためであるとの見方もある。